# Grožnjan
Grožnjan (olaszul:  Grisignana) falu és község Horvátországban, Isztria megyében. Közigazgatásilag Antonci (Antonzi), Bijele Zemlje (Terre Bianche), Kostanjica (Castagna), Kuberton (Cuberton), Makovci (Macovzi), Martinčići (Martincici), Šterna (Sterna), Vrnjak (Vergnacco) és Završje (Piemonte) települések tartoznak hozzá.

## Fekvése
Az Isztria középnyugati részén, Bujétől 7 km-re délkeletre a Mirna völgyétől északra emelkedő Gornja Bujština fennsík szélén, egy kúp alakú domb tetején fekszik. A község dombos, részben sík területén termékeny szántóföldek, szépen telepített olajfaligetek, szőlő- és gyümölcsültetvények találhatók. A városfalakról nagyszerű kilátás nyílik a Ćićarijától Motovunig, majd tovább a Mirna-folyó forrásáig és az isztriai Novigradig terjedő vidékre.

## Története
A régészeti leletek tanúsága szerint területe már a római korban is lakott volt. Grožnjan írott története a kora középkorig nyúlik vissza. Első írásos említése 1102-ben történt, amikor akkori várát II. Ulrik isztriai őrgróf az aquileiai pátriárkának adományozta. Ebben az okiratban vára "Castrum Grisiniana" néven szerepel. 1238 és 1339 között Grožnjan a pietrapelosai uradalomhoz tartozott. Az aquileiai pátriárka és a Velencei Köztársaság közötti harcokban ura kezdetben a pátriárka szövetségese volt, 1286-ban azonban II. Vicard átállt addigi ellenfele Velence oldalára és a vár is velencei fennhatóság alá került. A háború vége után visszatért korábbi birtokosaihoz. 
II. Vicard halála után 1329-ben Grožnjan Péter nevű fiáé lett, majd miután ő is meghalt 1339-ben újra a pátriárka uralma alá került, aki hűbéresének a friuli Castello nemesi családnak adta. 1354-ben Grožnjant Ulrich Reifenberg szerezte meg, majd korábbi adósságait kiegyenlítve 1358-ban négyezer aranydukátért Velencének adta el és ezután 1797-ig Velencei uralom alatt maradt. 1359-ben Pietro Dolfin umagi kapitány ide helyezte át székhelyét, 1360 és 1367 között falait megújította és megerősítette. A kapitányság székhelye 1394-ig maradt itt, ekkor Sveti Lovreč-csel egyesítve Rašporba helyezték át. Ezt követően a települést a podesztátus irányította, a 16. század elejétől a podesztát a koperi nemesek közül választották. 
1446-ban a török veszély miatt falait újra megerősítették. A 16. és 17. században a háborúk és járványok következtében kipusztult lakosság pótlására a velenceiek venetoi, carniai és friuli olasz családokkal, valamint Dalmáciából a török elől menekült horvátokkal népesítették be. 1797-ben a napóleoni háborúk következtében megszűnt a Velencei Köztársaság és az Isztriával együtt a település is Habsburg uralom alá került és a Pazin székhelyű mitterburgi grófság része lett. 1805-ben Napóleon a francia fennhatóság alatt álló Illír provincia részévé tette. Napóleon bukása után 1813-ban az egész Isztriával együtt ismét a Habsburg birodalom részévé vált és maradt 1918-ig. Ez a település virágzásának időszaka. 
A keskeny nyomtávú “Parenzana” vasútvonal megépülésével 1902-ben bekapcsolódott a vasúti forgalomba, mely a kereskedelem és a mezőgazdasági termelés növekedésével járt. Fellendült főbb terményei a bor, az olivaolaj a tojás és mások kereskedelme Koper és Trieszt irányában. Grožnjannak orvori rendelője, postája, iskolája, ügyvédje, jegyzője, péksége, élelmiszerüzlete, két húsboltja, több vendéglője és több más kézművese volt. A falunak 1857-ben 1310, 1910-ben 975 lakosa volt.
Az első világháború után a rapallói szerződés értelmében Isztria az Olasz Királysághoz került. 1943-ban az olasz kapitulációt követően német megszállás alá került, mely 1945-ig tartott. A második világháború után Jugoszlávia része lett. Olasz lakossága nagyrészt kivándorolt Olaszországba, Grožnjanban csak néhány család maradt. 1953-ban Buje község része lett. 1965-ben itt alapították meg a művészetek városát és számos házát Horvátországból, Szlovéniából és a Vajdaságból érkezett művészeknek adták át használatra. A település Jugoszlávia felbomlása után 1991-ben a független Horvátország része, 1993-ban önálló község központja lett. 2011-ben a falunak 165, a községnek összesen 733 lakosa volt. Lakói főként mezőgazdasággal, ezen belül szőlő, olajbogyó, zöldség és gyümölcstermesztéssel foglalkoznak és a falusi turizmusból élnek.

## Nevezetességei
- Fennmaradtak a középkori városfalak részei és a két 15. – 16. században épített városkapu egyike. Innen felvonóhíd vezetett át a védelmi rendszert keleti irányból erősítő sáncon. A kapu belső oldalán áll az 1587-ben épített reneszánsz loggia, mely felett a fontik (gabonaraktár) állt.
- Szent Vid, Modeszt és Kresencia tiszteletére szentelt plébániatemploma a 14. században épült, első említése 1310-ből származik. Eredetileg Szűz Mária tiszteletére volt szentelve. Az egyhajós, apszisos épületet 1770-ben barokk stílusban építették át. Ekkor épült a négy, díszített oszlopfős féloszloppal ékesített főhomlokzat. A főoltár mögötti nagyméretű falikép Szent Vid, Modeszt és Kresencia a római Kolosszeumban 303-ban elszenvedett vértanúságát ábrázolja, Ermenegildo de Troya 1914-ben festett alkotása. Értékesek a főoltár mellett található népi ihletésű 1711-ben fából faragott reneszánsz padok. A főoltár mellett a templomnak még négy kisebb, márványból faragott oltára van, melyek Szűz Mária (Enzo Morelia szobrával), Jézus szíve, Szent Balázs, Sebestyén, Rókus és Valentin (Francesco Travi festménye 1716-ból), valamint Páduai Szent Antal, Remete Szent Antal és Szent Mihály főangyal tiszteletére vannak szentelve. Ez utóbbi oltáron helyezték el 2008-ban az az évben Triesztben boldoggá avatott, 1946-ban vértanúságot szenvedett don Francesco Bonifacio olasz katolikus pap képét, aki papi működése idején Krasice és Grožnjan területén is tevékenykedett. A Szent Balázsnak a torokbajok védőszentjének szentelt oltárt annak emlékére szentelték, hogy VII. Pius pápa 1801-ben a szent emléknapján, február 3-án részesítette teljes búcsúban a grožnjani plébánia papjait és híveit miután 1800-ban egy vihar idején Belona nevű fregattjával a Tar-öbölben lelt menedékre, egyúttal a plébániát főplébánia rangjára emelte. Orgonája 1846-ban készült Giuseppe Girardi műhelyében. 36 méter magas harangtornyát 1603 és 1682 között építették.
- A reneszánsz podeszta palotát 1588-ban építették, 1726-ban barokk stílusban építették át. Említésre méltó a barokk Spinotti-palota is.
- A falakon kívül áll 1554-ben épített Szent Kozma és Damján vértanúk tiszteletére szentelt temploma. Az építés idejét a kapu feletti kőbe vésett felirat jelzi. Egyhajós épület, homlokzata elé épített loggiával. A templomot 1834-ben renoválták, 1954-ben belül újították fel. Belső falait Ivan Lovrenčić festőművész 1988-89-ben készítette falfestményei díszítik.
- A ciprusfákkal beültetett temetőben áll a 19. században épített Szent Miklós templom, a tőle nem messze álló Szentlélek kápolnát 1598-ban építették. A Grožnjantól északnyugatra levő régi temetőben áll a Szent Vid kápolna. A plébánia területén áll még a 15. századi Keresztelő Szent János, a 14. századi Szent Flórián és az 1919-ben épített Szent Antal kápolna. A régi dokumentumok megemlítik még a 14. századi Szent Rókus és a Szent Márton kápolnát, de mára már egyik sem maradt fenn.
- A grožnjani plébániához tartozik még a Mirna völgyében, a Bujéból Vižinada felé vezető út mellett álló Baštijai Szűzanya tiszteletére szentelt templom (Crkva Majke Božje od Baštije), melyet 1610-ben építettek és utoljára 1999-ben renováltak. A hagyomány a templomot ennél sokkal régebbiként tartja számon, melyet későbbi kutatások megerősíthetnek. Legendája szerint a Szűzanya szobrát halászok hozták ide hajójukon abban az időben, amikor a Mirna még hajózható volt. Amikor e hely közelébe értek hangot hallottak, mely azt mondta „Bašta, bašta” azaz elég, elég. Ennek hallatán itt, a Baštijának elnevezett helyen építették fel a templomot a Szűzanya tiszteletére.
- Grožnjanban Aleksandar Rukavina szobrászművész kezdeményezésére 1965-ben alapították meg a művészetek városát. A II. világháború után elnéptelenedett település teljes pusztulását úgy akadályozták meg, hogy ódon kőházait az ország minden részéről és a szomszédos országokból érkezett művészeknek adták használatba. Azóta minden év májusától megélénkül a település élete, ahol heteken át neves szakemberek, pedagógusok, a zene, a képzőművészet és a színházművészet ismert személyiségei által irányított nyári zenei akadémiák nyílnak, képzőművészeti, tánc- és színházi műhelyfoglalkozásokat rendeznek, illetve békeaktivisták szerveznek különféle programokat. A Fonticus városi galérián kívül még mintegy harminc magángalériában gyönyörködhetnek az ide látogatók a művészek alkotásaiban. Az utcákon keverednek a legkülönbözőbb hangszerek hangjai. Itt működik a Horvát Zenész fiatalok központja is. A nemzetközi táborként működő központot 1969-ben alapították. 1995-óta itt működik az Imaginárius Filmakadémia, melynek célja a Horvátországban és külföldön a színházművészetért tevékenykedő színházi, televíziós és filmes szakemberek tevékenységének ösztönzése és megszervezése. Jelentősebb események még az Ex tempore képzőművészeti rendezvény és a hagyományos Grožnajani Jazz Fesztivál. Az ide látogató vendégeket számos pihenőház, apartman, többek közt egy borszaküzlet, két híres étterem várja. A falusi turizmus és a családi kisvállalkozások felvirágoztatták Grožnjan tágabb környezetét is.

## Lakosság
| Lakosság változása | Lakosság változása | Lakosság változása | Lakosság változása | Lakosság változása | Lakosság változása | Lakosság változása | Lakosság változása | Lakosság változása | Lakosság változása | Lakosság változása | Lakosság változása | Lakosság változása | Lakosság változása | Lakosság változása | Lakosság változása |
| ------------------ | ------------------ | ------------------ | ------------------ | ------------------ | ------------------ | ------------------ | ------------------ | ------------------ | ------------------ | ------------------ | ------------------ | ------------------ | ------------------ | ------------------ | ------------------ |
| 1857               | 1869               | 1880               | 1890               | 1900               | 1910               | 1921               | 1931               | 1948               | 1953               | 1961               | 1971               | 1981               | 1991               | 2001               | 2011               |
| 1310               | 1388               | 894                | 936                | 997                | 975                | 1630               | 1529               | 645                | 420                | 382                | 186                | 168                | 193                | 185                | 165                |

## Galéria
- Grožnjan - plébániatemplom
- Grožnjan – plébániatemplom homlokzata
- Grožnjan – plébániatemplom belső tere
- Grožnjan - utcarészlet
- Grožnjani üzlet
- Grožnjan - utcarészlet
- A Fonticus a városi loggiával
- A régi városkapu
- A Szent Miklós templom
- A magángalériák egyike
- Grožnjan - utcarészlet
- A Parenzana hídja Grožnjannál